# Frankenthal (Saxe)
Pour les articles homonymes, voir Frankenthal (homonymie).
Frankenthal (Saxe) est une commune de Saxe (Allemagne), située dans l'arrondissement de Bautzen, dans le district de Dresde.
Son nom vient est d'origine franque. La ville est localisée sur la bordure nord des Lausitzer Bergland (collines de Lusace), près de la ville de Bischofswerda et non loin de la frontière tchèque.